# Estación de Flassá
Flassá (en catalán y según Adif Flaçà) es una estación ferroviaria situada en el municipio español de Flassá, en la provincia de Gerona, comunidad autónoma de Cataluña. Dispone de servicios de Media Distancia operados por Renfe.

## Situación ferroviaria
La estación se encuentra en el punto kilométrico 46,0 de la línea Barcelona-Cerbère en su sección Massanet-Massanas a Port Bou y Cerbère a 39,9 metros de altitud. El tramo es de vía doble y está electrificado.

## Historia
La estación fue inaugurada el 28 de octubre de 1877 con la puesta en marcha del tramo Gerona - Figueras de la línea que pretendía unir Barcelona con la frontera francesa. Las obras corrieron a cargo de la Compañía de los ferrocarriles de Tarragona a Barcelona y Francia o TBF fundada en 1875. En 1889, TBF acordó fusionarse con la poderosa MZA. Dicha fusión se mantuvo hasta que en 1941 la nacionalización del ferrocarril en España supuso la desaparición de todas las compañías privadas existentes y la creación de RENFE. 
Desde el 31 de diciembre de 2004 Renfe Operadora explota la línea mientras que Adif es la titular de las instalaciones ferroviarias.

## La estación
Está situada al sur del núcleo urbano. Su antiguo edificio para viajeros ha sido sustituido por una estructura de ladrillo, vidrio y acero de aspecto moderno y funcional. Cuenta con dos vías principales (vías 1 y 2) y dos vías derivadas (vías 4 y 6). Más vías dan acceso a una zona dotada con un muelle de mercancías cubierto y una grúa. El acceso a las vías se realiza gracias a un andén lateral y a otro central. Dispone de sala de espera y venta de billetes. En el exterior existe un aparcamiento habilitado. 

## Servicios ferroviarios

### Cercanías
Flassá es una estación de la línea RG1 de Cercanías de Gerona.

### Larga Distancia
Desde el 15 de diciembre de 2013, el único tren de Larga Distancia que efectuaba parada (el tren Estrella Costa Brava) finaliza su recorrido en Barcelona-Sants y, por tanto, ya no efectúa parada en la estación.

### Media Distancia
El amplio tráfico de Media Distancia con parada en la estación tiene como principales destinos Barcelona, Figueras, Portbou y Cerbère. 
| Línea MD | Trenes      | Origen/Destino |  | Destino/Origen           | Equivalente Rodalies de Catalunya |
| -------- | ----------- | -------------- |  | ------------------------ | --------------------------------- |
| 33       | MD Regional | Barcelona      |  | Figueras Portbou Cerbère |                                   |